# Landhaus Rubinski

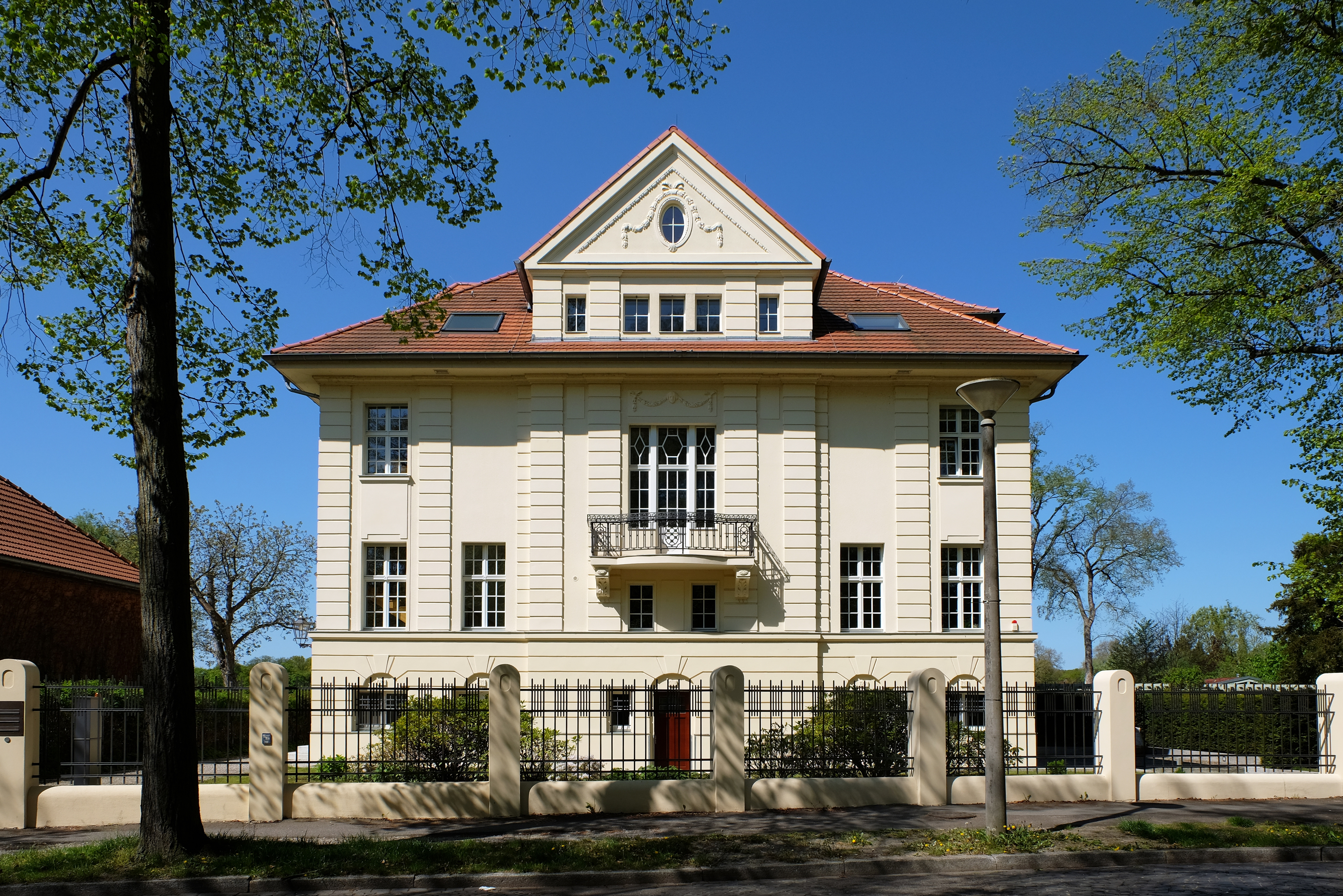
Landhaus Rubinski – Straßenseite (2016)

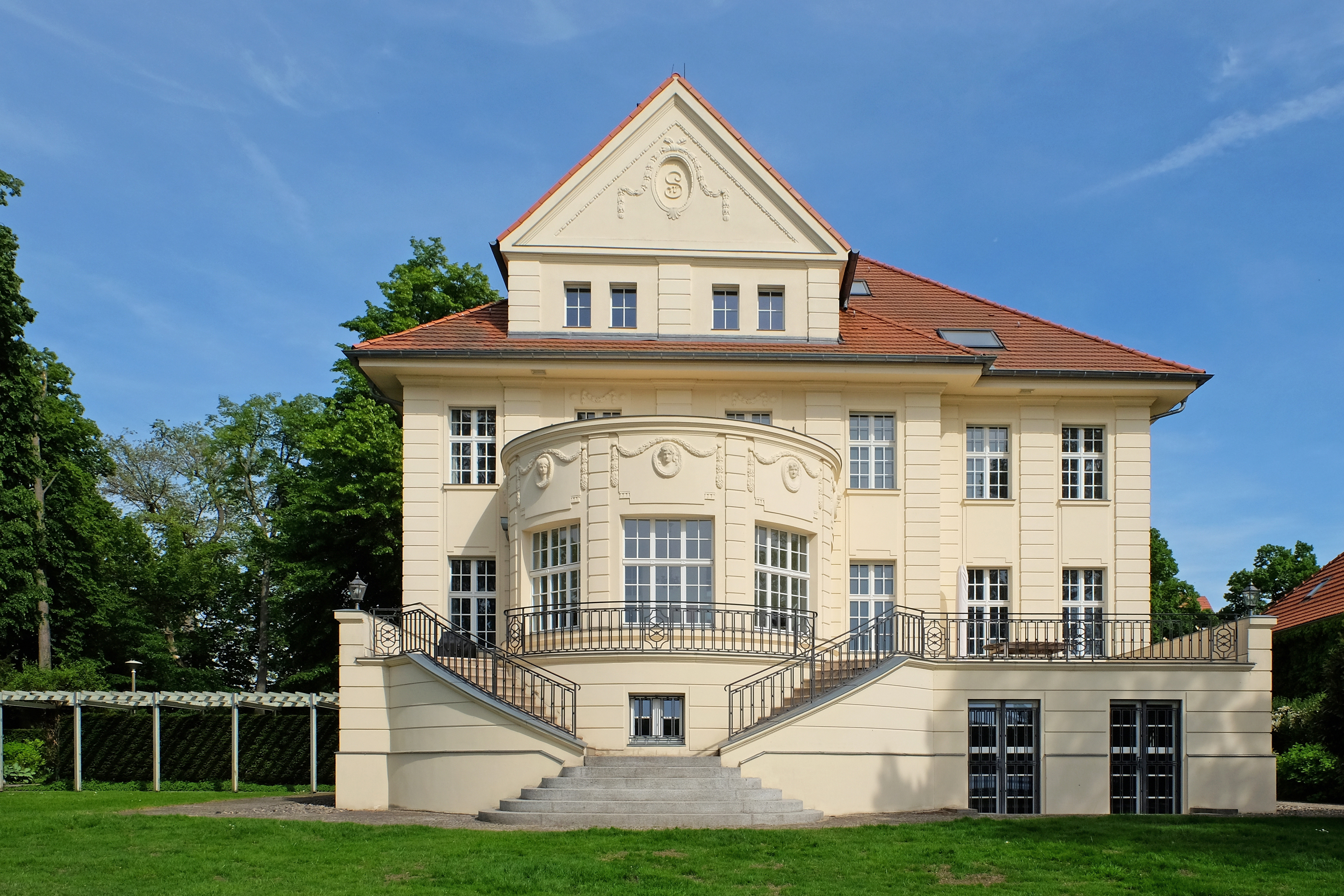
Landhaus Rubinski – Seeseite (2016)

Das Landhaus Rubinski im Potsdamer Stadtteil Berliner Vorstadt an der Seestraße 45 ist eine denkmalgeschützte Villa am Ufer des Heiligen Sees. Sie wurde im Jahr 1912 im Auftrag des jüdischen Kaufmanns Julius Rubinski erbaut und nach ihm benannt.

## Geschichte
Julius Rubinski (1872–1916) war mit Paula David verheiratet (1878–1944 im KZ Auschwitz). Er gehörte der Jüdischen Gemeinde Potsdam an. Ab 1897 arbeitete er als Bevollmächtigter der Geschäftsführung des Warenhauses M. Hirsch in der Brandenburger Straße 31 in Potsdam.
1912 ließ er die Villa an der Seestraße 45 bauen. Nach seinem Tod im November 1916 heiratete die Witwe Rubinski im November 1918 den Urologen Sanitätsrat Alfred Rothschild (1866–1942 im Konzentrationslager Theresienstadt) und bewohnte mit ihm die Villa. Bis zur „Arisierung“ 1938 war Paula Rothschild Inhaberin des Warenhauses Hirsch.
Während der NS-Zeit wurde den Eigentümern das Haus für das Polizeipräsidium Potsdam 1941 abgekauft. Paula Rothschild hatte ein Nießbrauchrecht am Grundstück und Gebäude; dies wurde ihr auf Geheiß der Gestapo durch einen notariellen Vertrag am 23. Februar 1942 durch Erteilung einer Löschungsbewilligung abgepresst. Von 1941 bis 1945 wohnte hier der SS-Oberführer und Potsdamer Polizeipräsident Heinrich von Kozierowski.
Nach dem Zweiten Weltkrieg wurde das Haus in der DDR Volkseigentum und ab 1958 als „Haus der Lehrer“ der Gewerkschaft Unterricht und Erziehung im FDGB genutzt.
Nach der Wiedervereinigung wurde in dem Haus am 17. April 1991 die Berlin-Brandenburgische Auslandsgesellschaft gegründet. Um 1995 erwarb der Immobilienspekulant Johannes Rey (1953–2005) das Grundstück von der Conference on Jewish Material Claims against Germany und vermietete es nach Umbau zeitweise an private Bildungseinrichtungen, teilweise stand es auch leer.
Als Rey in wirtschaftliche Schwierigkeiten geriet, erstand im Februar 2005 der Modedesigner Wolfgang Joop die Villa mit dem 2300 Quadratmeter großen Grundstück am See für 2,1 Millionen Euro im Rahmen einer Zwangsversteigerung.
Die Villa wurde im Januar 2006 als Baudenkmal inklusive Einfriedung eingetragen.

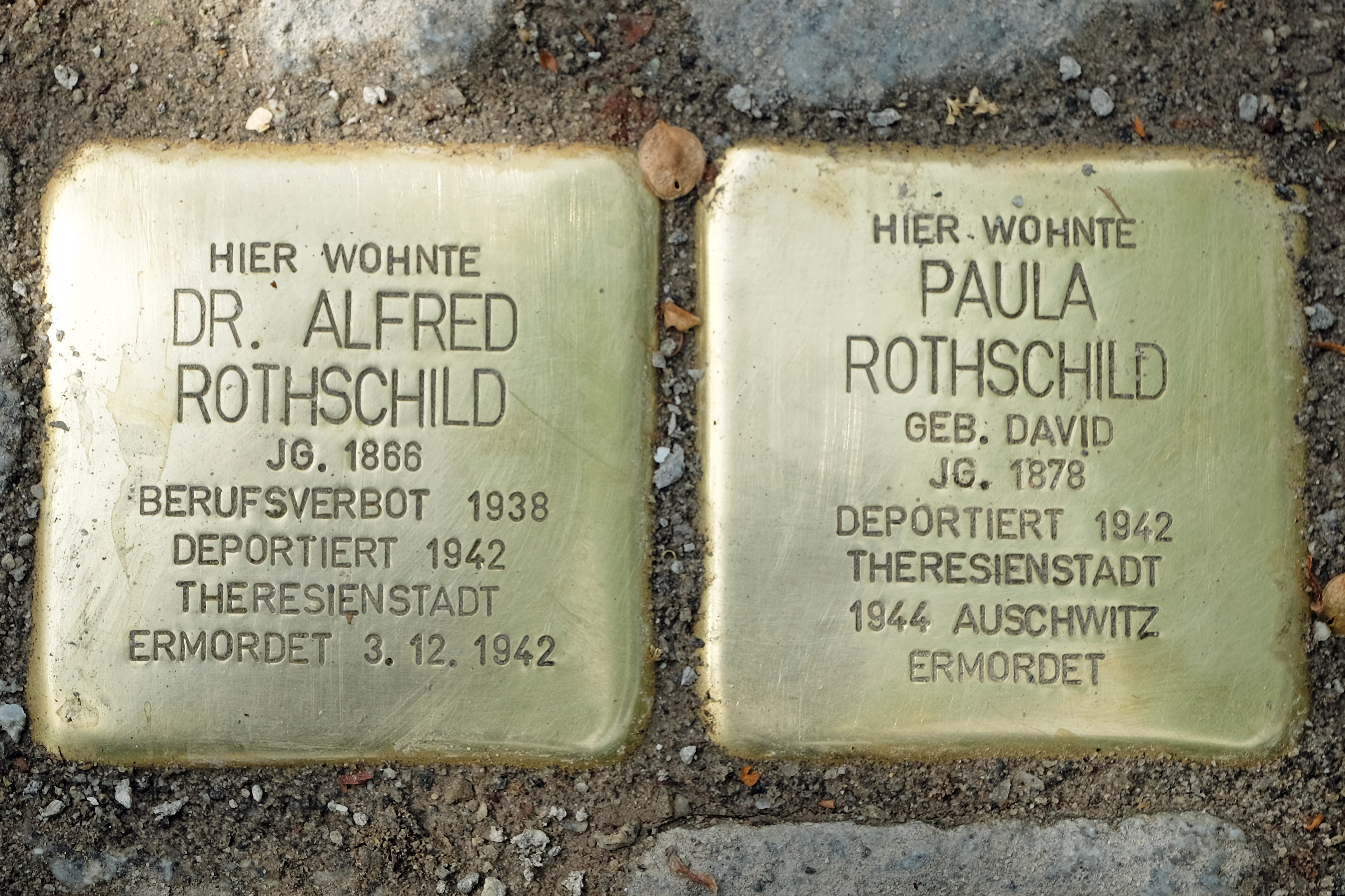
Stolpersteine, Seestraße 45, Potsdam

## Stolpersteine
Am 19. Mai 2022 wurde vor dem Grundstück zum Gedenken an die letzten jüdischen Bewohner vom Künstler Gunter Demnig je ein Stolperstein für Paula und Alfred Rothschild verlegt.